# Hans von Sauberzweig
Hans von Sauberzweig (* 8. September 1889 in Sorau/Polen; † 12. April 1978 in Hamburg-Blankenese) war ein deutscher evangelischer Theologe, Pfarrer der Evangelischen Kirche in Mitteldeutschland, Superintendent, Gemeinschaftsprediger und Autor.

## Leben und Wirken
Hans von Sauberzweig war ab 1920 Pfarrer an der Marienkirche Salzwedel und ab 1940 Superintendent des Kirchenkreises Salzwedel. Dort leitete er auch den örtlichen Kreis des 1933 gegründeten Pfarrernotbunds. 1929 und 1932 war er Redner auf der Gnadauer Pfingstkonferenz. 1934 verfasste er die Barmer Theologischen Erklärung mit. 1950 erhielt er von der Liebenzeller Mission eine Berufung auf die Direktorenstelle, die aber an dessen Rücknahme seiner ursprünglichen Zusage scheiterte. In seinem Ruhestand ab 1956 war er als Gemeinschaftsprediger und Evangelist tätig. Ab 1935 war er Mitglied des Bibelbundes.
Als Autor und Historiker wurde er besonders durch sein Werk über die Geschichte der Gnadauer Gemeinschaftsbewegung Er der Meister, wir die Brüder bekannt.

## Veröffentlichungen
- Wünsche eines Pfarrers für sich und seine Brüder, Evangelische Verlagsanstalt, Berlin 1952.
- Vom Zustand nach dem Tode. Eine biblische Untersuchung, Evangelische Verlagsanstalt, Berlin 1954, 4. Auflage 1961.
- Warum bin ich Gemeinschaftsmann?, Evangelische Verlags-Anstalt, Berlin 1956.
- "Und wenn sie gleich alt werden ..." Psalm 92, 15, Evangelische Verlags-Anstalt, Berlin 1956.
- Die Auferstehung Jesu Christi, Neukirchener Verlagsanstalt, Neukirchen 1958.
- Die Bibel. Gottes Wort, Evangelische Verlags-Anstalt, Berlin 1959.
- Er der Meister, wir die Brüder: Geschichte der Gnadauer Gemeinschaftsbewegung 1888–1958, Gnadauer Verlag, Offenbach a. M. 1959.
- 19 deutsche Erzählungen (Band 100), Gnadauer Verlag, Denkendorf 1977.